# نسل‌کشی ایزدی‌ها

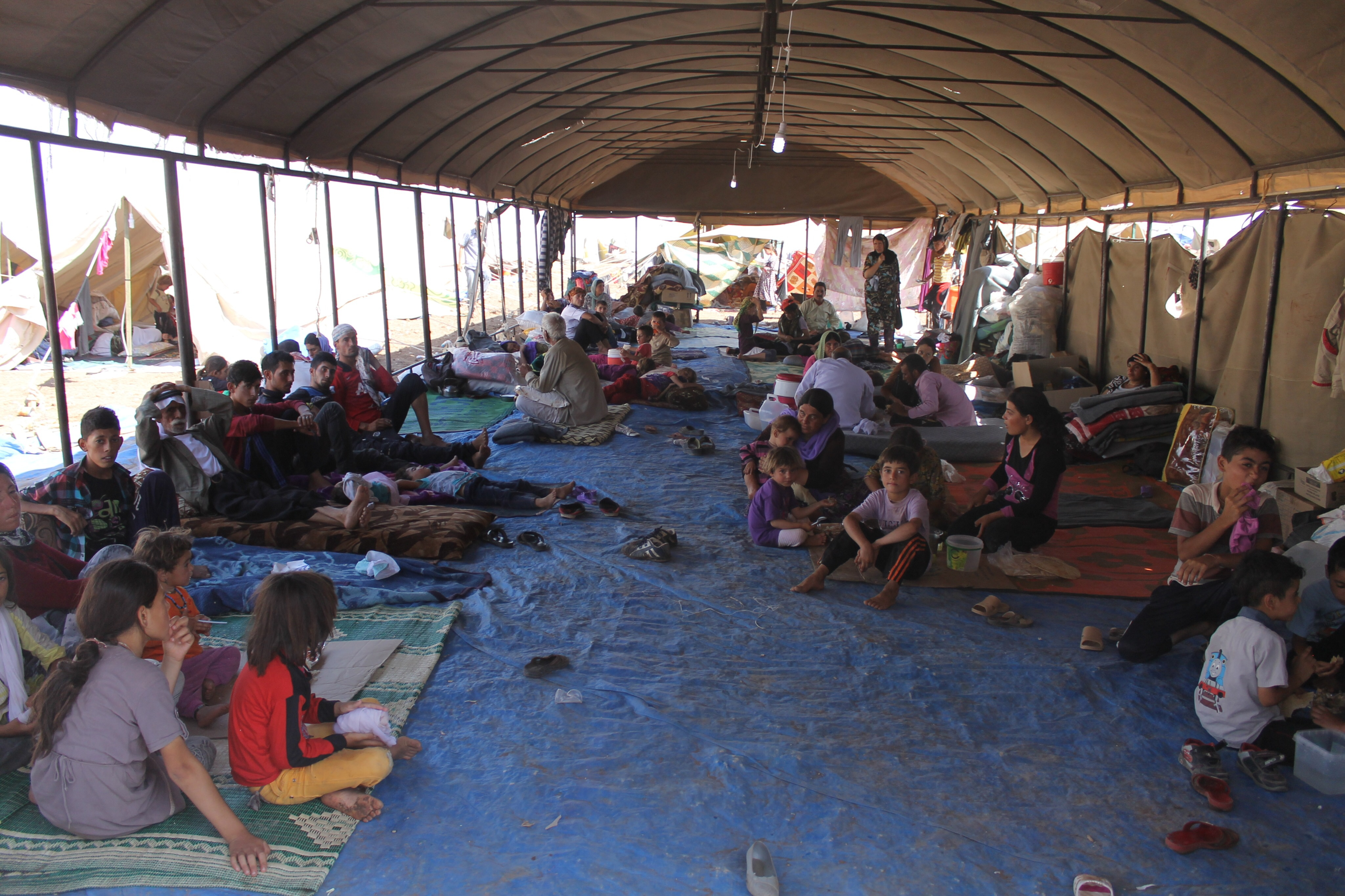
اردوگاه آوارگانِ ایزدی در کوهستانِ شِنگال، سالِ ۲۰۱۴

نسل‌کشی ایزدی‌ها به جنایات جنگی، کشتار جمعی برنامه‌ریزی شده و هدفمندِ ایزدیان و به بردگی جنسی کشاندن زنان به‌دست حکومت اسلامی عراق و شام (داعش) علیه اقلیت مذهبی کردزبان ایزدی سالِ ۲۰۱۴ میلادی در عراق و سوریه اشاره دارد. در ژوئن ۲۰۱۶ سازمان ملل متحد گفته‌است داعش علیه ایزدیان مرتکب نسل‌کشی شده‌است و داعش به دنبال نابودی کاملِ این دین و به‌اجبار مسلمان‌کردن ایزدیان است.
پیش از حمله داعش به شمال عراق در تابستان سال ۲۰۱۴ حدود ۵۵۰ هزار ایزدی در این کشور زندگی می‌کردند که حدود ۳۶۰ هزار نفر از این افراد موفق به فرار به کشورهای دیگر شدند ولی تعداد زیادی از زنان و دختران این اقلیت به اسارت اعضای داعش درآمدند و به مناطق مختلف تحت سیطره داعش در عراق و سوریه منتقل شدند.

## پیشینه
ایزدیان گروهی از اقلیتِ مذهبیِ کردی است که به‌دستِ نیروهای داعش، کشتار جمعی و آواره شده‌اند. پس از حملهٔ داعش به منطقهٔ ایزدیان، هفتصد هزار نفر از ساکنانِ منطقهٔ شنگال از ترسِ قتل‌عام توسطِ داعش به کوه‌ها پناه بردند. داعشی‌ها مردان را قتلِ عام کرده و زنان و بچه‌ها را به اسارت بردند و در برخی مناطق اقدام به بریدنِ سر، کشتن و به دار آویختنِ ساکنانِ این مناطق کردند.

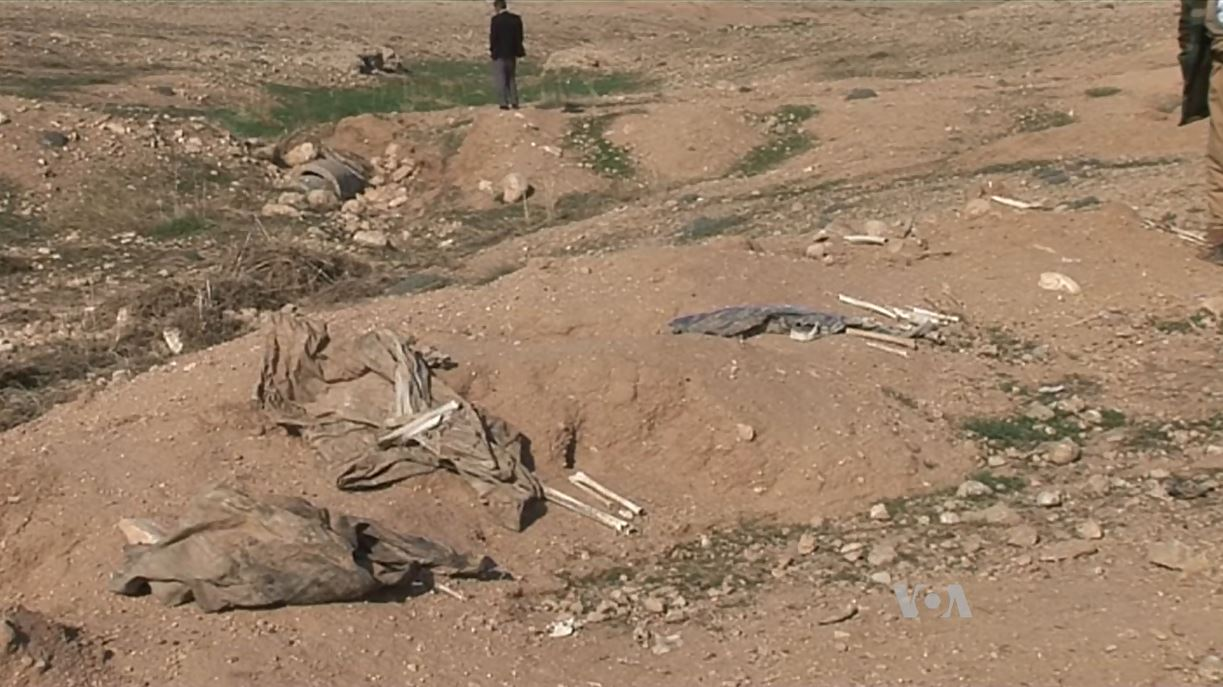

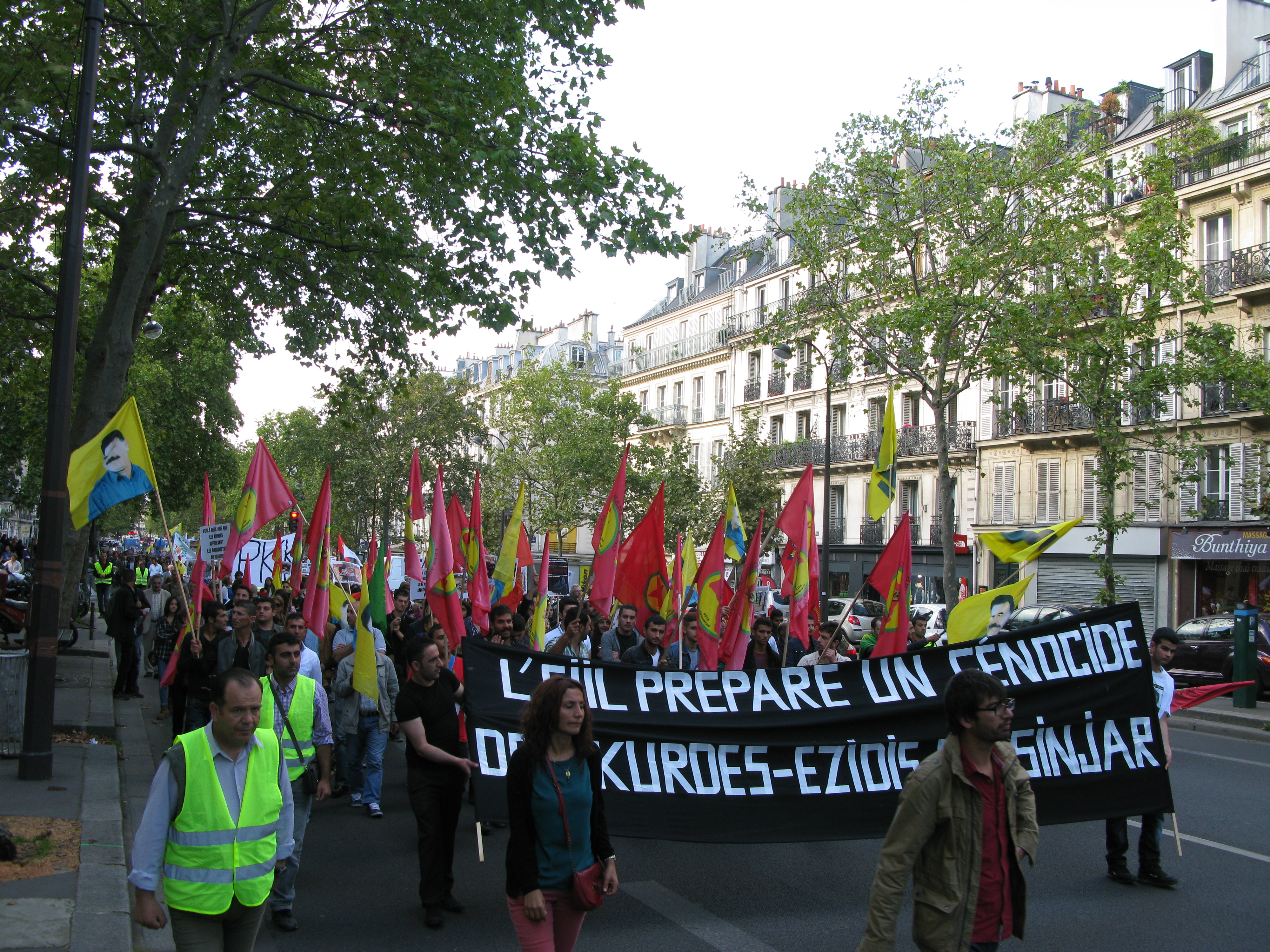

در همین هنگام، ایزدیان از نظرِ ذخیرهٔ غذایی و آب در موقعیت بدی به‌سر می‌بردند و در گزارشی از یونیسف نیز اعلام کرده بود که ۴۰ کودک ایزدی نیز به‌خاطرِ اقداماتِ نیروهای داعش جان خود را از دست داده‌اند.

## اخراج ایزدیان
پس از عقب‌نشینی نیروهای پیشمرگ کرد از شمال غرب عراق، حدود ۴۰ هزار ایزدی ساکن شهرهای کردنشین شنگال (سنجار) و زمار در اطراف موصل، پس از فرار تلاش کردند که خود را به اقلیم کردستان عراق برسانند. شمار زیادی از این افراد که از خانوادهای کرد ایزدی (یزیدی) بودند، پس از فرار از دست داعش به کوه‌های اطراف پناه بردند. سازمان ملل متحد از آواره شدن ۲۰۰ هزار نفر در این منطقه خبر داد و گفت که بسیاری از بی‌جاشدگان پیروان آیین ایزدی هستند.
نیروهای داعش دست کم دو نیایشگاه ایزدیان در شنگال را ویران کردند و با یورش به بانک‌ها و ساختمان‌های دولتی دست به غارت اموال زدند. تروریست‌های داعش به پیروان آیین ایزدی هشدار دادند که اسلام بیاورند، مالیات بدهند یا این منطقه را ترک کنند، در غیر این صورت مجازات مرگ در انتظار آن‌ها خواهد بود. داعش، پیروان آیین ایزدی را به شیطان‌پرستی متهم می‌کند و پیروان آن را «کافر» می‌داند.

## گورهای دسته‌جمعی
تاکنون چندین گور دسته‌جمعی از اجساد ایزیدیان که توسط داعش قتل‌عام شده‌اند کشف شده‌است،، یکی از سه گور دسته‌جمعی کشف شده شهر شنگال در استان نینوا، متعلق به زنان بوده‌است.
بقایای ۱۰۴ نفر از مردان ایزدی که در تابستان ۲۰۱۴ به وسیله داعش در شمال عراق به قتل رسیده بودند، طی مراسمی به خاک سپرده شده‌است. این بقایا پس از شناسایی قبرهای دسته جمعی و بررسی‌های ژنتیک شناسایی شدند و برای به خاکسپاری به روستای کوچو در نزدیکی کوه سنجار منتقل شده بودند.

## اسارت
تعداد زیادی از زنان و کودکان ایزدی در اسارت داعش هستند و از آنان به‌عنوانِ برده و بردهٔ جنسی سوءاستفاده می‌شود.

## بردگی و تجاوز جنسی
داعش به‌طور رسمی از برده‌داری دفاع می‌کند و معتقد است قران اجازه همخوابگی با زنان اسیر کافر را به مسلمانان داده‌است. همچنین اعتقادات آخرالزمانی آن‌ها نیز در این گرایش سهیم بوده‌است و در این زمینه به حدیثی استناد می‌کنند که پیش از وقوع آخرالزمان برده‌داری دوباره احیا می‌شود.گزارش‌های زیاد در مورد آزار جنسی و خریدوفروش زنان و دختران اسیر وجود دارد. به ویژه زنان و دختران پیرو مذهب ایزدی که به جنگجویان گروه هدیه داده شده یا به فروش رسیده‌اند، آمار تجاوز بسیار بالا گزارش شده‌است.

## کودکان ایزدی
سازمان عفو بین‌الملل در گزارشی که روز پنج‌شنبه ۹ مرداد ۱۳۹۹ُ منتشر شد اعلام کرد تقریباً دو هزار کودک ایزدی در اقلیم کردستان عراق «به حال خود رها شده‌اند». این گزارش دربارهٔ وضع کنونی قوم ایزدی پس از شکست گروه داعش نوشته شده‌است و عفو بین‌الملل می‌گوید که کودکانی که به همراه خانواده‌های خود از اسارت داعش جان سالم به در بردند از هیچ حمایتی برخوردار نیستند.
این در حالی است که اغلب این کودکان دچار ضایعه روحی و روانی شده و با بیماری‌های گوناگون دست و پنجه نرم می‌کنند.

## روز نسل‌کشی ایزدی‌ها
پارلمان دولت خودمختار کردستان عراق در اربیل، در پنجمین سال تاخت و تاز داعش به ارتفاعات سنجار در شمال عراق، سوم اوت (۱۲ مرداد) را روز «نسل‌کشی اقلیت‌های مذهبی» نامید. شورای مرکزی ایزدی‌ها خواهان روزی جهانی به این مناسبت است. هنوز ۳۰۰۰ ایزدی ناپدید هستند.

## برای مطالعهٔ بیشتر
- ایزدی‌ها چه کسانی هستند؟
- ایزدی‌ها، داعش و تهدید به نابودی یک قوم چهار هزار ساله